# Alcaravão
O alcaravão ou alcaravão-comum  (Burhinus oedicnemus) é a espécie do norte da família Burhinidae.

## Características

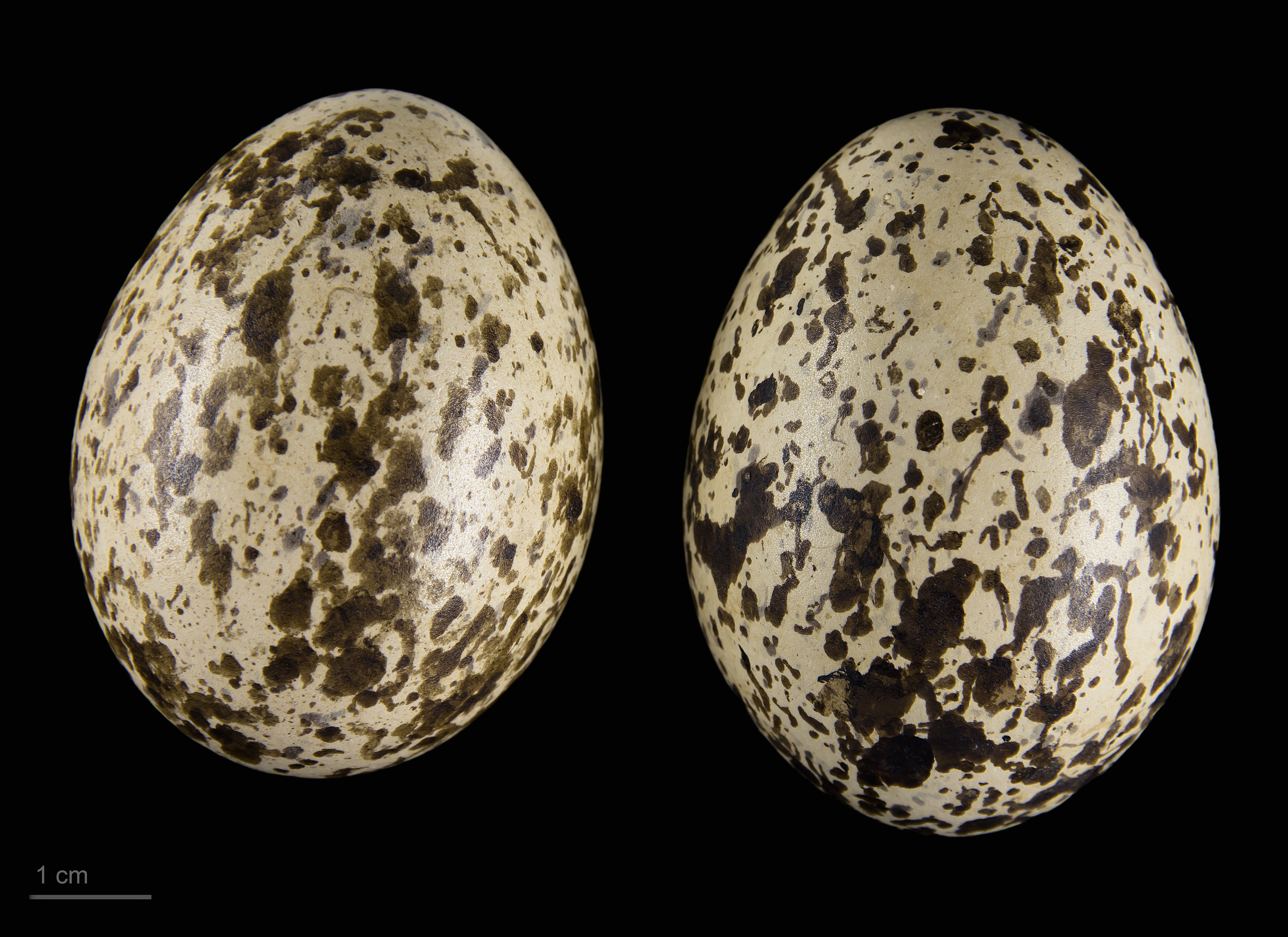
Burhinus oedicnemus oedicnemus - MHNT

A ave é semi-nocturna e por vezes difícil de se avistar durante o dia. Permanece imóvel durante muito tempo, em pé ou agachado, antes de se deslocar em trote. É muito ruidoso durante o verão, especialmente de noite, fazendo ouvir os seus longos assobios.
É uma ave pernalta de tamanho médio, com um forte bico amarelo e preto, grandes olhos amarelos, que lhe dão um ar "reptiliano", e plumagem castanha clara riscada. O seu nome científico refere-se aos joelhos grossos das suas pernas longas amarelas esverdeadas.

## Habitat
Tem preferência por habitats abertos, charnecas secas com áreas de areia e pedras. Alimenta-se principalmente de insectos e outros pequenos invertebrados, podendo também comer lagartos e até ratos. Põe 2 a 3 ovos numa pequena depressão no solo.
O alcaravão ocorre em toda a Europa, norte de África e sudoeste da Ásia. É uma ave migradora, passando o verão nas áreas europeias mais temperadas e invernando em África.